# Siek (Holsten)
Siek er en kommune og administrationsby i det nordlige Tyskland, beliggende i Amt Siek under Kreis Stormarn. Kreis Stormarn ligger i den sydøstlige del af delstaten Slesvig-Holsten.

## Geografi
Siek ligger nordøst for Hamborg, og motorvejen A1 går gennem kommunen. Floden Wandse har sit udspring i kommunen.
Siek har stoppested på jernbanen Südstormarnschen Kreisbahn.